# فيرمون (كيبك)
فيرمون (بالإنجليزية: Fermont)‏ هي بلدية محلية في كيبيك تقع في كندا في بلدية مقاطعة كانيابيسكاو الإقليمية. يقدّر عدد سكانها بـ 2,874 نسمة ومساحتها 495.50 كم2 وترتفع عن سطح البحر 610 متر.

## المناخ
يظهر الجدول التالي التغييرات المناخية على مدار السنة لفيرمون:
| البيانات المناخية لـفيرمون         | البيانات المناخية لـفيرمون | البيانات المناخية لـفيرمون | البيانات المناخية لـفيرمون | البيانات المناخية لـفيرمون | البيانات المناخية لـفيرمون | البيانات المناخية لـفيرمون | البيانات المناخية لـفيرمون | البيانات المناخية لـفيرمون | البيانات المناخية لـفيرمون | البيانات المناخية لـفيرمون | البيانات المناخية لـفيرمون | البيانات المناخية لـفيرمون | البيانات المناخية لـفيرمون |
| الشهر                              | يناير                      | فبراير                     | مارس                       | أبريل                      | مايو                       | يونيو                      | يوليو                      | أغسطس                      | سبتمبر                     | أكتوبر                     | نوفمبر                     | ديسمبر                     | المعدل السنوي              |
| ---------------------------------- | -------------------------- | -------------------------- | -------------------------- | -------------------------- | -------------------------- | -------------------------- | -------------------------- | -------------------------- | -------------------------- | -------------------------- | -------------------------- | -------------------------- | -------------------------- |
| الدرجة القصوى °م (°ف)              | 6.5 (43.7)                 | 6.5 (43.7)                 | 12.5 (54.5)                | 17.5 (63.5)                | 26 (79)                    | 36.5 (97.7)                | 31 (88)                    | 34 (93)                    | 26 (79)                    | 16 (61)                    | 12 (54)                    | 3 (37)                     | 36.5 (97.7)                |
| متوسط درجة الحرارة الكبرى °م (°ف)  | −17 (1)                    | −13.8 (7.2)                | −7.3 (18.9)                | 2 (36)                     | 8.7 (47.7)                 | 15.6 (60.1)                | 19 (66)                    | 17.8 (64.0)                | 10.8 (51.4)                | 3.5 (38.3)                 | −4.4 (24.1)                | −13.1 (8.4)                | 1.8 (35.2)                 |
| المتوسط اليومي °م (°ف)             | −23.2 (−9.8)               | −20.6 (−5.1)               | −14 (7)                    | −3.9 (25.0)                | 3.1 (37.6)                 | 9.6 (49.3)                 | 13.2 (55.8)                | 12.2 (54.0)                | 6.2 (43.2)                 | −0.5 (31.1)                | −8.7 (16.3)                | −18.7 (−1.7)               | −3.8 (25.2)                |
| متوسط درجة الحرارة الصغرى °م (°ف)  | −29.4 (−20.9)              | −27.4 (−17.3)              | −20.7 (−5.3)               | −9.8 (14.4)                | −2.7 (27.1)                | 3.5 (38.3)                 | 7.5 (45.5)                 | 6.7 (44.1)                 | 1.6 (34.9)                 | −4.4 (24.1)                | −13 (9)                    | −24.4 (−11.9)              | −9.4 (15.1)                |
| أدنى درجة حرارة °م (°ف)            | −49 (−56)                  | −49.5 (−57.1)              | −46 (−51)                  | −31 (−24)                  | −17.5 (0.5)                | −8 (18)                    | −5 (23)                    | −5 (23)                    | −15 (5)                    | −18 (0)                    | −35 (−31)                  | −45 (−49)                  | −49.5 (−57.1)              |
| الهطول مم (إنش)                    | 51.2 (2.02)                | 31.4 (1.24)                | 42.8 (1.69)                | 40.5 (1.59)                | 46.6 (1.83)                | 87.7 (3.45)                | 118.7 (4.67)               | 103.7 (4.08)               | 106.0 (4.17)               | 67.2 (2.65)                | 58.6 (2.31)                | 52.2 (2.06)                | 806.5 (31.75)              |
| معدل هطول الأمطار مم (إنش)         | 1.1 (0.04)                 | 0.5 (0.02)                 | 0.9 (0.04)                 | 13.8 (0.54)                | 35.3 (1.39)                | 86.6 (3.41)                | 118.7 (4.67)               | 103.7 (4.08)               | 102.9 (4.05)               | 43.3 (1.70)                | 6.8 (0.27)                 | 1.5 (0.06)                 | 515.1 (20.27)              |
| متوسط تساقط الثلوج سم (إنش)        | 50.1 (19.7)                | 30.9 (12.2)                | 42.0 (16.5)                | 26.7 (10.5)                | 11.3 (4.4)                 | 1.2 (0.5)                  | 0.0 (0.0)                  | 0.0 (0.0)                  | 3.0 (1.2)                  | 23.9 (9.4)                 | 51.8 (20.4)                | 50.7 (20.0)                | 291.6 (114.8)              |
| متوسط أيام هطول الأمطار (≥ 0.2 mm) | 12.0                       | 9.9                        | 10.5                       | 9.8                        | 11.7                       | 16.4                       | 18.2                       | 17.0                       | 20.0                       | 15.5                       | 14.1                       | 12.8                       | 167.9                      |
| متوسط الأيام الممطرة (≥ 0.2 mm)    | 0.11                       | 0.06                       | 0.35                       | 2.7                        | 8.7                        | 15.9                       | 18.2                       | 17.0                       | 19.0                       | 8.8                        | 1.5                        | 0.12                       | 92.44                      |
| متوسط الأيام المثلجة (≥ 0.2 cm)    | 11.9                       | 9.9                        | 10.3                       | 7.5                        | 4.3                        | 0.8                        | 0.0                        | 0.0                        | 1.6                        | 8.0                        | 13.3                       | 12.8                       | 80.4                       |
| المصدر: Environment Canada         |                            |                            |                            |                            |                            |                            |                            |                            |                            |                            |                            |                            |                            |